# Rodolfo del Castillo y Ruiz
Rodolfo del Castillo Ruiz (Córdoba 9 de noviembre de 1879-Madrid 26 de diciembre de 1932)

## Biografía
Médico ginecólogo, hijo del médico oftalmólogo Rodolfo del Castillo y Quartiellers y sobrino de Cayetano del Toro y Quartiellers. Inició sus estudios de medicina en Madrid, donde ya residiría el resto de sus días. Contrajo matrimonio con Ana Ochando, con la que tuvo cuatro hijas, Ana, Encarnación, Paz y Lola.

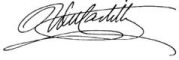
Firma Rodolfo del Castillo y Ruiz. Archivo Senado

Fue senador por el distrito de Casas-Ibáñez, provincia de Albacete entre 1919-1920. Desde las Cortes llevó a cabo iniciativa legales en aras de la salubridad e higiene pública.